# シャーロット・マーティン

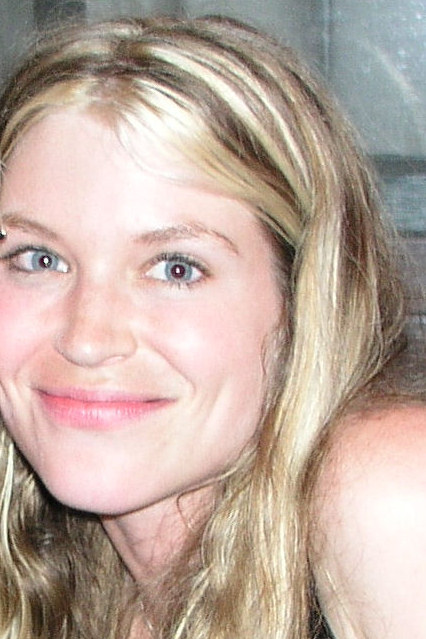
2005年撮影

シャーロット・アン・マーティン（Charlotte Ann Martin、1976年10月31日 - ）は、アメリカ合衆国のミュージシャン、シンガーソングライター。

## 略歴
イリノイ州チャールストンで生まれ育つ。1994年にミス・イリノイ・ティーンUSAに輝いた。高校卒業後は東イリノイ大学に進学しオペラを専攻、1998年に卒業した。同年に自身の友人の死を受けて作られたアルバム『Mystery, Magic & Seeds』を制作（ダウンロードでのみ購入可）。1999年にロサンゼルスに移住。2001年に2ndアルバム『One Girl Army』を制作したがリリースは見送られた。しかし同名タイトルのEPに本作から数曲が選曲され2002年にリリースされた。
2004年8月にRCAレコードよりメジャーデビューアルバム『On Your Shore』をリリース。同年にプロモーション・ツアーをリズ・フェア、カーディガンズらと行った。
2005年にミュージシャン、プロデューサーのケン・アンドリュースと結婚し、2008年に長男のローネンを出産するが、産後に神経障害に罹り、作曲・レコーディング期間を延期せざるを得なくなる。2011年には長女ステラを出産した。
2014年2月に最新アルバム『Water Breaks Stone』をリリースした。

## 作品

### アルバム
- Mystery, Magic & Seeds （1998年）
- One Girl Army （2001年）
- On Your Shore （2004年）
- Stromata （2006年）
- Reproductions （2007年）
- Piano Trees （2009年）
- Dancing on Needles （2011年）
- Hiding Places （2012年）
- Water Breaks Stone （2014年）

### EP
- One Girl Army （2002年）
- Test-Drive Songs （2002年）
- In Parentheses （2003年）
- Darkest Hour （2005年）
- Veins （2005年）
- Stromata EP （2006年）
- Rarities #1-#6 （2006年 – 2009年）
- Orphans （2008年）

### シングル
- "Your Armor" （2003年）
- "Every Time It Rains" （2004年）
- "Stromata" （2006年）
- "Keep Me in Your Pocket" （2007年）
- "Christmas Is Near" （2008年）
- "Sweet Things" （2007年）
- "Volcano" （2011年）